# Гринвуд, Итан Аллен
Итан Аллен Гринвуд (англ. Ethan Allen Greenwood; 1779—1856) — американский художник-портретист; основатель Музея Новой Англии.

## Биография
Родился 27 мая 1779 года в Хаббардстоне, штат Массачусетс, в семье Моисея Гринвуда и его жены — Бетси Данлэп.
Посещал школу в Академии в Нью-Салеме (Academy at New Salem) и Лестерскую академию. В 1806 году окончил Дартмутский колледж, также учился в Вест-Пойнте.
В период между 1801 и 1825 годами Гринвуд создал множество портретов, предположительно около 800 работ. Использовал технику физиогнотрейс. У него некоторое время была собственная студия в Бостоне, поддерживал связь с другими художниками. В 1814 году Итан Аллен Гринвуд стал членом Старинной и почетной артиллерийской роты Массачусетса. В 1829 году женился на миссис Кэролайн Картер Уоррен из Роксбери, штат Массачусетс. После смерти своих родителей он построил большой дом на их земле и стал активным участником общественной и деловой жизни Хаббардстона.
Всю свою жизнь Гринвуд вел дневники, которые в настоящее время находятся в коллекции Американского антикварного общества. Он создал Музей Новой Англии, открыл филиалы музея в Портленде, штат Мэн, и в Провиденсе, штат Род-Айленд. Однако примерно в 1834—1839 годах он испытывал финансовые трудности, в результате коллекция музея перешла Мозесу Кимбаллу, который создал Бостонский музей и галерею изящных искусств. Часть коллекции Гринвуда в 1840 году Кимбалл продал музею в Лоуэлле, штат Массачусетс.
Итан Аллен Гринвуд умер 3 мая 1856 года и похоронен в Хаббардстоне.

Некоторые работы
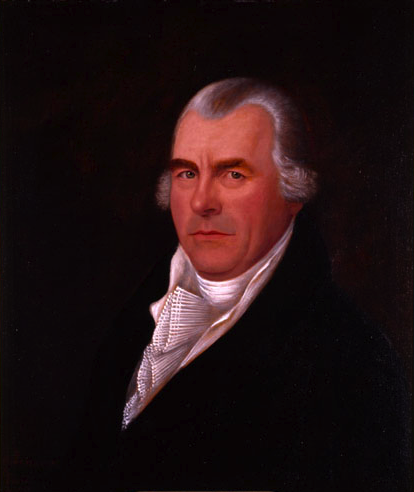
Элайджа Бригам[англ.]
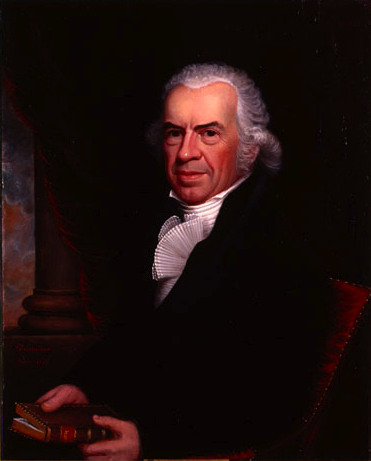
Исайя Томас
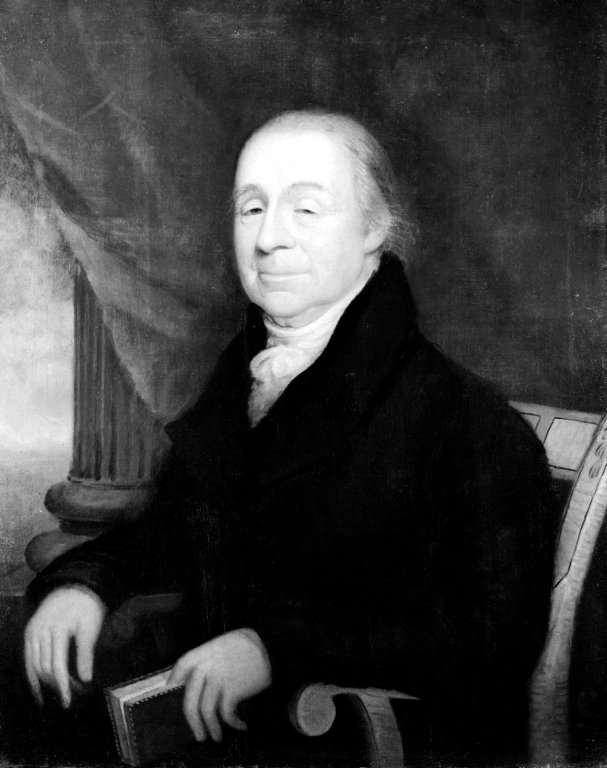
Сэр Уильям Гуч[англ.]